# Calhoun County (Alabama)
Calhoun County is een county in de Amerikaanse staat Alabama.
De county heeft een landoppervlakte van 1.576 km² en telt 112.249 inwoners (volkstelling 2000). De hoofdplaats is Anniston.

## Bevolkingsontwikkeling

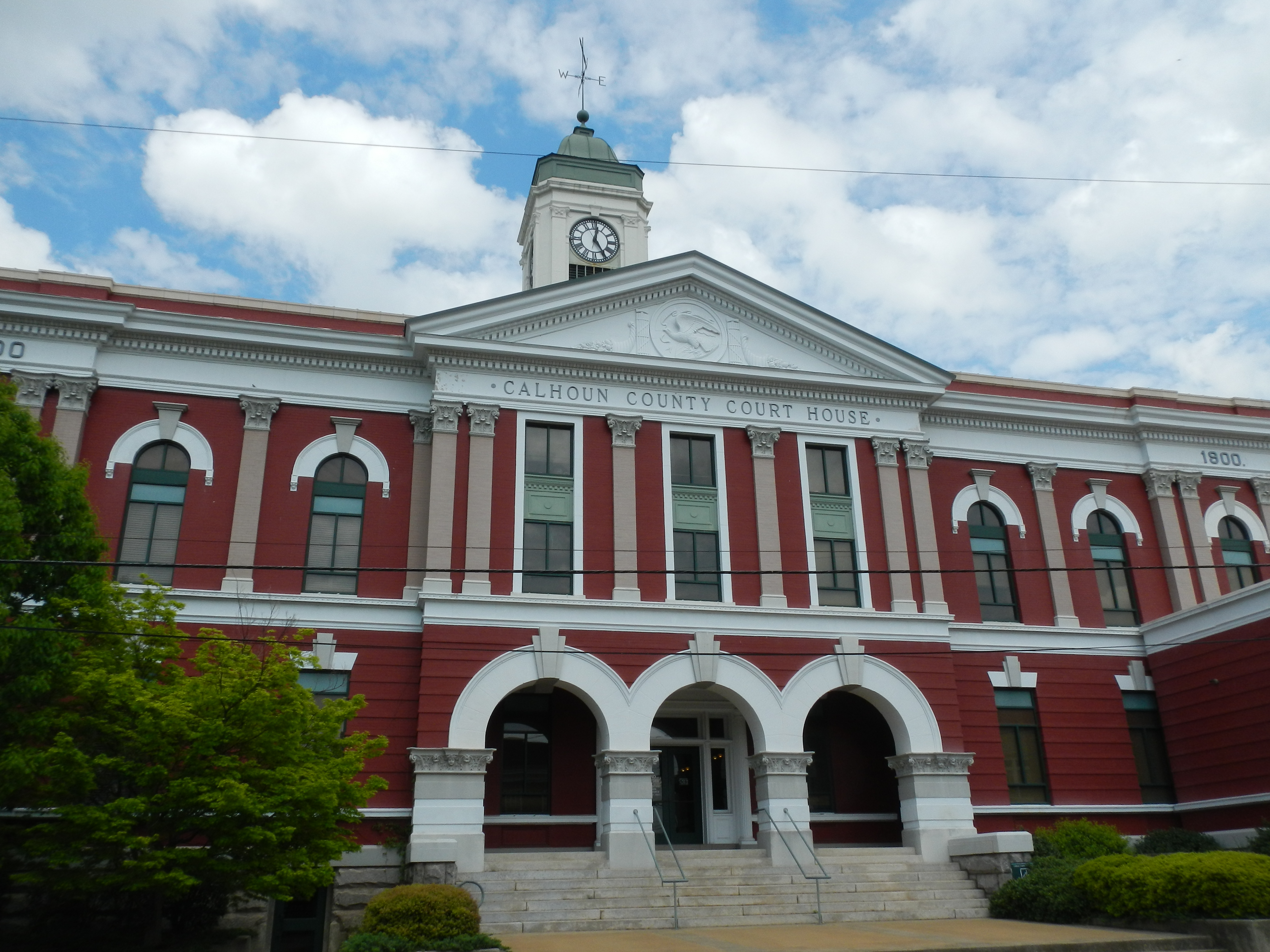
Calhoun County Courthouse